# Lemmleinita-K
La lemmleinita-K és un mineral de la classe dels silicats, que pertany al grup de la lemmleinita. Rep el nom en honor de Georgy Glebovich Lemmlein (Георгия Глебовича Леммлейна) (1901-1962), mineralogista i cristal·lògraf rus.

## Característiques
La lemmleinita-K és un silicat de fórmula química K₂(Ti,Nb)₂(Si₄O₁₂)(OH,O)₂·4H₂O. Cristal·litza en el sistema ortoròmbic. La seva duresa a l'escala de Mohs és 5.
Segons la classificació de Nickel-Strunz, pertany a «09.CE - Ciclosilicats amb enllaços senzills de 4 [Si₄O₁₂]8- (vierer-Einfachringe), sense anions complexos aïllats» juntament amb els següents minerals: papagoïta, verplanckita, baotita, nagashimalita, taramel·lita, titantaramel·lita, barioortojoaquinita, byelorussita-(Ce), joaquinita-(Ce), ortojoaquinita-(Ce), estronciojoaquinita, estroncioortojoaquinita, ortojoaquinita-(La), labuntsovita-Mn, nenadkevichita, korobitsynita, kuzmenkoïta-Mn, vuoriyarvita-K, tsepinita-Na, karupmøllerita-Ca, labuntsovita-Mg, labuntsovita-Fe, lemmleinita-Ba, gjerdingenita-Fe, neskevaaraïta-Fe, tsepinita-K, paratsepinita-Ba, tsepinita-Ca, alsakharovita-Zn, gjerdingenita-Mn, lepkhenelmita-Zn, tsepinita-Sr, paratsepinita-Na, paralabuntsovita-Mg, gjerdingenita-Ca, gjerdingenita-Na, gutkovaïta-Mn, kuzmenkoïta-Zn, organovaïta-Mn, organovaïta-Zn, parakuzmenkoïta-Fe, burovaïta-Ca, komarovita i natrokomarovita.

## Formació i jaciments
Va ser descoberta a la mina Koaixa, situada al mont homònim, al massís de Khibini (óblast de Múrmansk, Rússia). També ha estat descrita en altres indrets, tots ells a la mateixa óblast de Múrmansk. Aquests indrets són els únics de tot el planeta on ha estat descrita aquesta espècie mineral.